# Barmouth
Barmouth (in gallese: Abermaw, colloquiale: Y Bermo; 2.500 ab. circa) è una località balneare del Galles nord-occidentale, facente parte della contea di Gwynedd e del Parco Nazionale di Snowdonia e situata di fronte alla Baia di Barmouth (tratto della Baia di Cardigan, Mare d'Irlanda) e lungo la foce del fiume Mawddach.

## Geografia fisica

### Collocazione
Barmouth si trova all'incirca a metà strada tra Harlech e Tywyn, nonché a circa 50 km a sud di Porthmadog, a circa 70 km a nord di Aberystwyth e a circa 15 km ad ovest di Dolgellau.

## Storia
L'esistenza della cittadina è documentata a partire dal XVI secolo.

## Galleria d'immagini

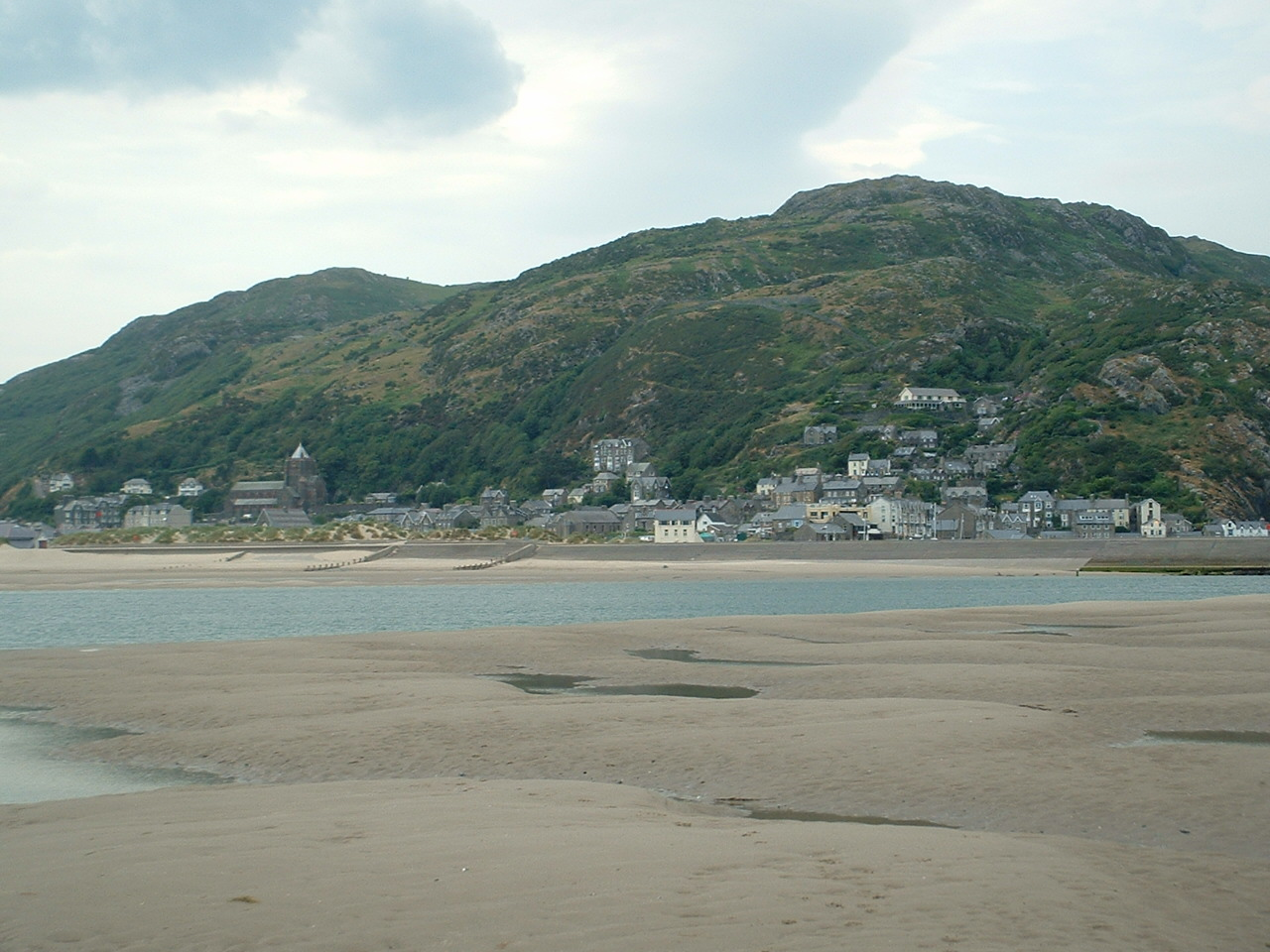
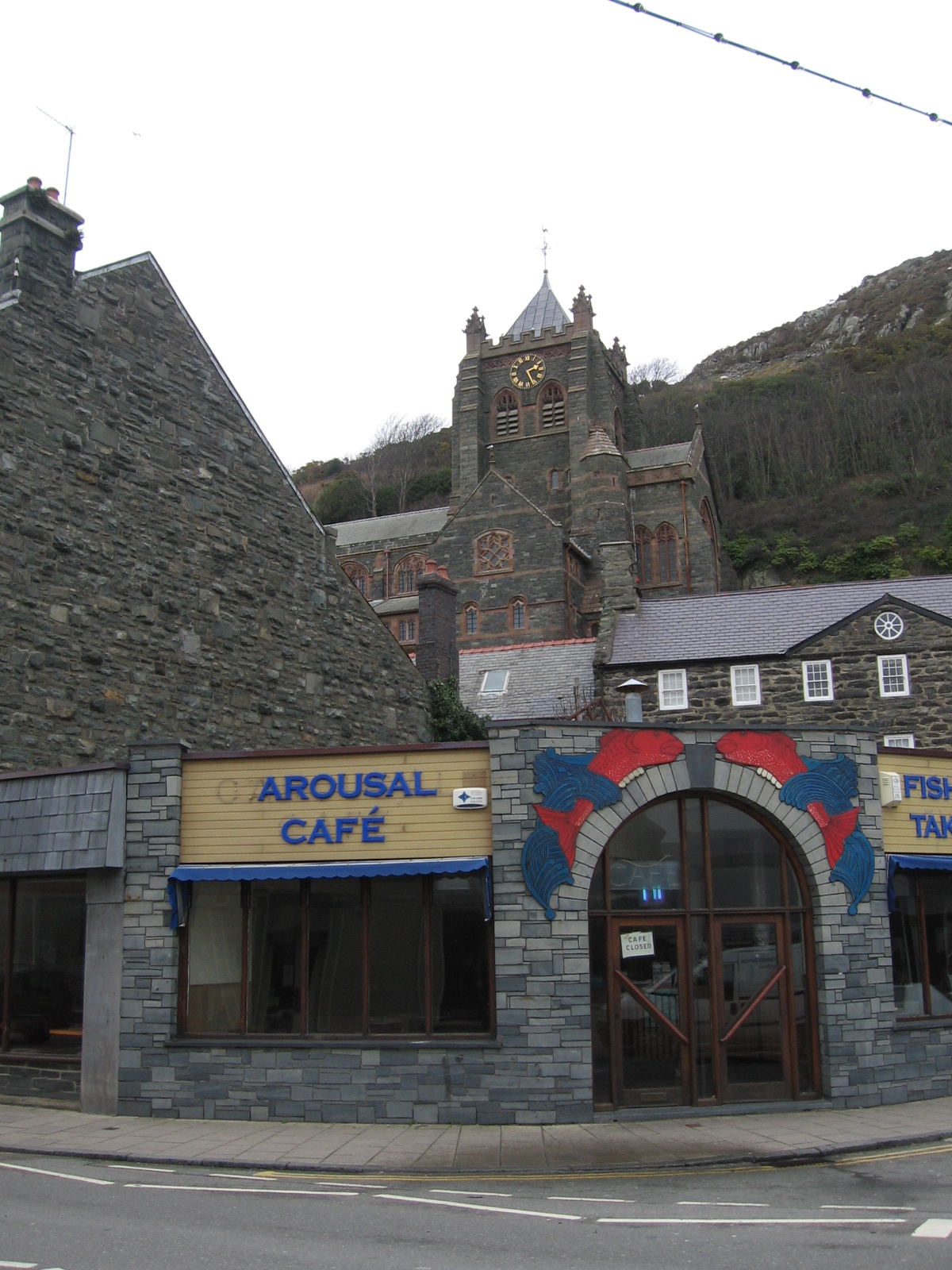
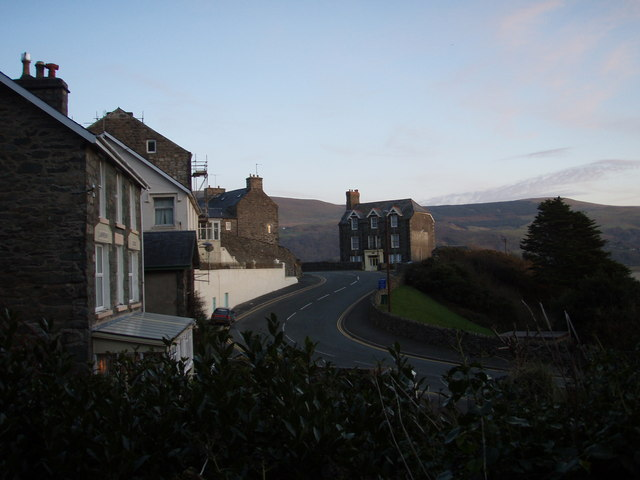
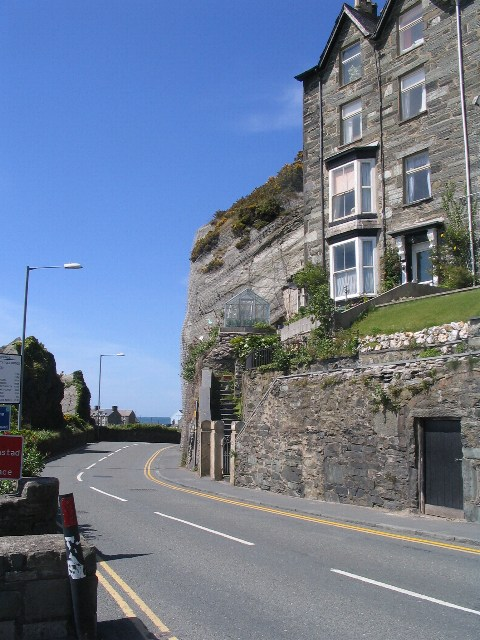